# Viunîșce, Malîn
Viunîșce (în ucraineană В`юнище) este un sat în comuna Horîn din raionul Malîn, regiunea Jîtomîr, Ucraina.

## Demografie
Componența lingvistică a localității Viunîșce
     Ucraineană (89,47%)
     Rusă (5,26%)
     Belarusă (5,26%)
Conform recensământului din 2001, majoritatea populației localității Viunîșce era vorbitoare de ucraineană (89,47%), existând în minoritate și vorbitori de rusă (5,26%) și belarusă (5,26%).